# Simon Fraser, 15è Lord Lovat
Brigadier Simon Christopher Joseph Fraser, 15è Lord Lovat DSO, MC, TD (9 de juliol de 1911 – 16 de març de 1995) va ser el 25è Cap del Clan Fraser i un preeminent Comando britànic durant la Segona Guerra Mundial. Els seus amics l'anomenaven Shimi Lovat, el seu nom en gaèlic. El seu clan es referia a ell com MacShimidh, el seu patronímic gaèlic. És habitualment conegut com el 17è Lord Lovat.

## Biografia
Simon Fraser va néixer al Castell Beaufort, Inverness, Escòcia, fill de 14è Lord Lovat (habitualment conegut com el 16è Lord). Després d'estudiar al Ampleforth College (on va ser membre del Cos d'Entrenament d'Oficials) i a la Universitat d'Oxford, on s'uní a l'Esquadró Universitari de Cavalleria, Fraser va rebre el despatx de Tinent de 2a als Lovat Scouts, (una unitat de l'Exèrcit Territorial) el 1930. Va ser traspassat a l'exèrcit regular, unint-se als Guàrdies Escocesos el 1931. A l'any següent, succeí al seu pare a l'esdevenir 15è Lord Lovat (sovint citat com el 17è Lord Lovat) i 25è Cap del Clan Fraser. Va ser promogut a Tinent a l'agost de 1934. Lovat dimití del seu càrrec com a tinent el 1937, sent transferit a la Reserva Suplementària d'Oficials. Es casà amb Rosamond Broughton el 1938, amb la que tingué 6 fills.

### Segona Guerra Mundial
Abans de l'esclat de la Segona Guerra Mundial, Lord Lovat també dimití de la reserva el 6 de juny de 1939, però a l'agost va ser mobilitzat com a capità als Lovat Scouts. El 1940 es presentà voluntari a les noves unitats de comando que s'estaven formant a l'exèrcit britànic, sent enviat al Comando n.4. El 3 de març de 1941, els grups de Comando 3 i 4 van llançar un atac contra les illes Lofoten. En aquell atac, els comandos van destruir diverses fàbriques d'oli de balena, dipòsits petrolers i 11 vaixells. A més van capturar equipament d'encriptació i llibres de claus. A més a la destrucció dels materials, els comandos van capturar 216 alemanys, i 315 noruecs van acompanyar als britànics quan van marxar cap a Gran Bretanya.
Com a major provisional, Lord Lovat comandà 100 homes del Comando 4 i un destacament de 50 homes del  Regiment Carleton and York canadenc en un atac contra el poble costaner de Hardelot, acció per la qual va rebre la Creu Militar el 4 de juliol de 1942. Posteriorment va ser promogut a tinent coronel i va ser nomenat comandant del Comando N.4, encapçalant-lo durant l'Atac de Dieppe (Operació Jubileu) el 19 d'agost. El seu comando atacà i destruí una bateria de 6 canons de 150mm, i Lovat rebé l'Orde del Servei Distingit, però, en si, l'atac va ser un rotund fracàs, amb més de 4.000 baixes (la major part canadencs).

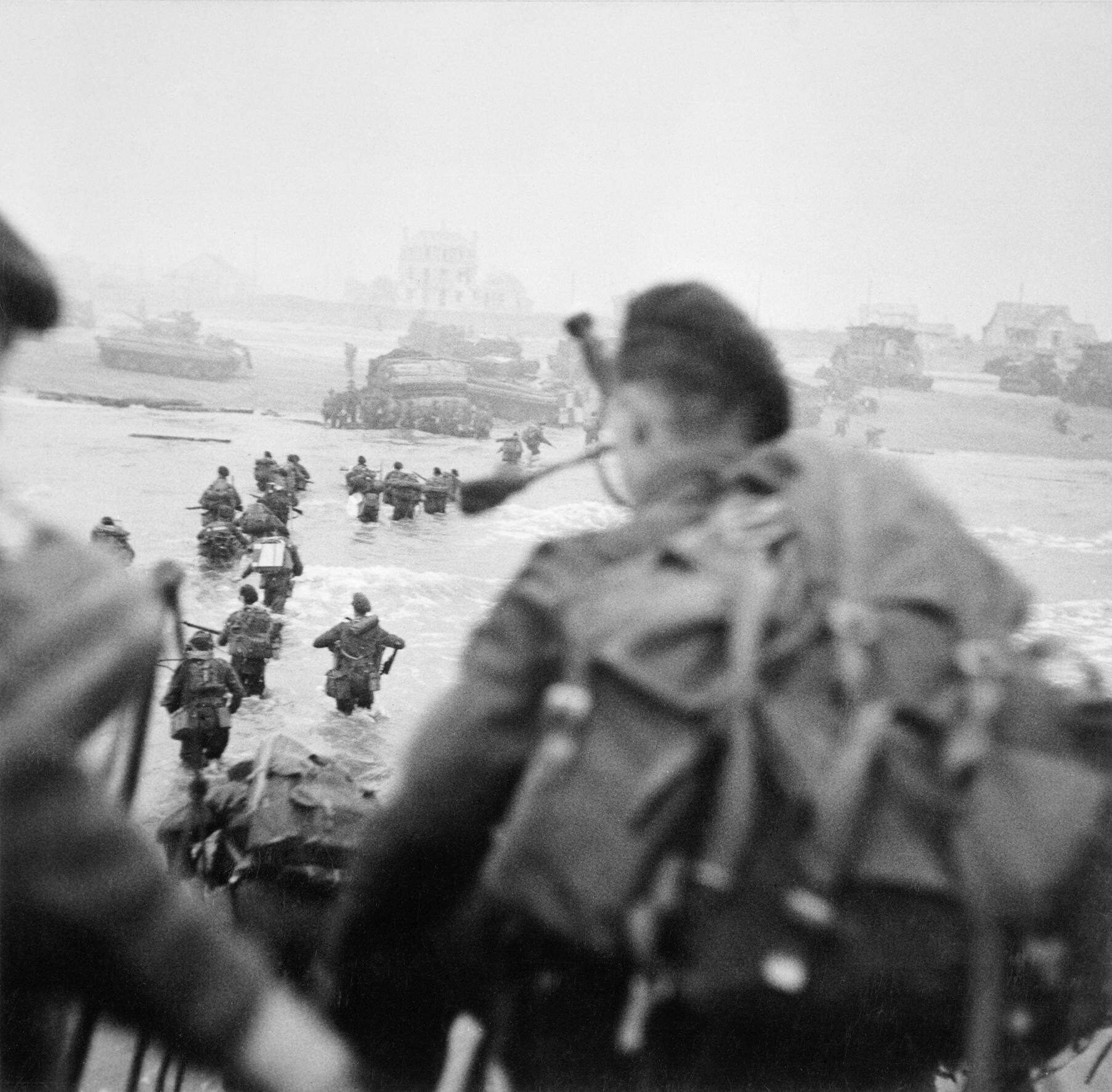
Sword Beach. Lord Lovat, a la dreta de la columna, avança a l'aigua. La figura en primer pla és el gaiter Bil Milin.

Lord Lovat esdevingué Brigadier temporal, sent nomenat comandant de la recentment formada 1a Brigada de Serveis Especials el 1944. La brigada de Lovat va desembarcar a la platja Sword durant el desembarcament de Normandia, el 6 de juny de 1944. Lovat avançà amb un jersei blanc per damunt del seu uniforme, amb la inscripció Lovat al coll, armat amb un vell rifle Winchester. A més, es va fer acompanyar pel seu gaiter, Bill Millin, desafiant les ordres específiques conforme no es fes mai en combat.
Les forces de Lovat s'internaren ràpidament a França, dirigint-se principalment cap a Pegasus Bridge, que havia estat defensat pels homes de la 6a Divisió Aerotransportada, que havien aterrat poc després de la mitjanit. Els comandos de Lovat van arribar poc després de la una del migdia, amb un o dos minuts de retard sobre l'hora programada (fet pel qual Lovat es disculpà al Tinent Coronel Geoffrey Pine-Coffin. Els comandos van avançar per Pegasus Bridge als sons de la gaita de Millins, amb 12 morts (sovint perquè en lloc del casc reglamentari portaven les seves boines verdes). Els darrers destacaments de comandos ja van avançar en petits grups, ja amb el casc posat. Van establir posicions defensives als voltants de Ranville, a l'est del riu Orne. Finalment, els ponts van ser defensats per personal de la 3a Divisió d'Infanteria.
Durant un atac al poble de Bréville el 12 de juny, Lord Lovat va resultar greument ferit mentre que observava un bombardeig d'artilleria de la 51a Divisió Highland. Un projectil va caure fora del seu objectiu, caient enmig dels oficials, matant al tinent coonel A.P. Johnston, comandant del 12è Batalló Paracaigudista i ferint seriosament al Brigadier Hugh Kindersley de la 6a Brigada aerotransportada.

### Després de la guerra
Lord Lovat aconseguí recuperar-se totalment de les greus ferides rebudes a França, però ja no va poder tornar a l'exèrcit (va ser transferit a la reserva el 1949). Winston Churchill demanà que fos capità de l'Honorable Cos de Cavallers Armats de la Cambra dels Lords; però Lord Lovat declinà l'oferiment i el 1945 s'uní al Govern com a Sots-secretari d'Estat d'Afers Exteriors. Després seria nomenat Ministre d'Economia de Guerra, dimitint després de la derrota electoral de Churchill. El 1946 va ser fet Comandant del Venerable Orde de Sant Joan. El 16 de juny de 1962 es retirà formalment de l'exèrcit, retenint el rang honorífic de brigadier.
Durant tota la resta de la seva vida, Lord Lovat seguí involucrat en política, tant a la Cambra dels Lords com al Consell del Comtat d'Inverness. Va presidir el Lovat Shinty Club, l'equip local de shinty que portava el nom de la seva família. Els darrers anys de la seva vida van ser difícils: va quedar arruïnat, i dos dels seus fills van morir en accidents amb només mesos de diferència. Un any abans de la seva mort, el 1994, la residència tradicional de la seva família, el Castell Beaufort, va haver de ser venut.
Lord Lovat va morir el 16 de març de 1995. Bill Milin, el gaiter personal de Lord Lovat que va tocar durant el desembarcament dels Comando el Dia-D, va tocar al funeral de Lord Lovat.

## Historial militar i condecoracions

### Dates de promoció
- Tinent de 2a - 03/09/1932
- Tinent - 27/08/1934
- Capità - 08/07/1939
- Major - 02/10/1942 (en funcions: 17/04/1940-01/10/1942)
- Tinent Coronel - 15/03/1944 (en funcions: 1942-01/10/1943, 02/10/1943-14/03/1944)
- Coronel - 20/02/1945 (en funcions: 15/09/1943-19/02/1945)
- Brigadier - 04/1946 (en funcions: 15/09/1943-04/1944)

### Condecoracions[2]
- Comandant de l'Orde de Sant Joan – 01/01/1946
- Cavaller de Malta
- Cavaller de l'Orde Papal de Sant Gregori amb Collar (Vaticà)
- Orde del Servei Distingit – 2/10/1942
- Creu Militar – 07/07/1942
- Condecoració Territorial – 24/11/1953
- Estrella de 1939-45
- Estrella de França i Alemanya
- Medalla de la Guerra 1939-1945
- Orde de Suvórov (Unió Soviètica)
- Legió d'Honor (França)
- Creu de Guerra amb Palma (França)
- Creu de la llibertat de Haakon VII (Noruega)